# Julien Bérard

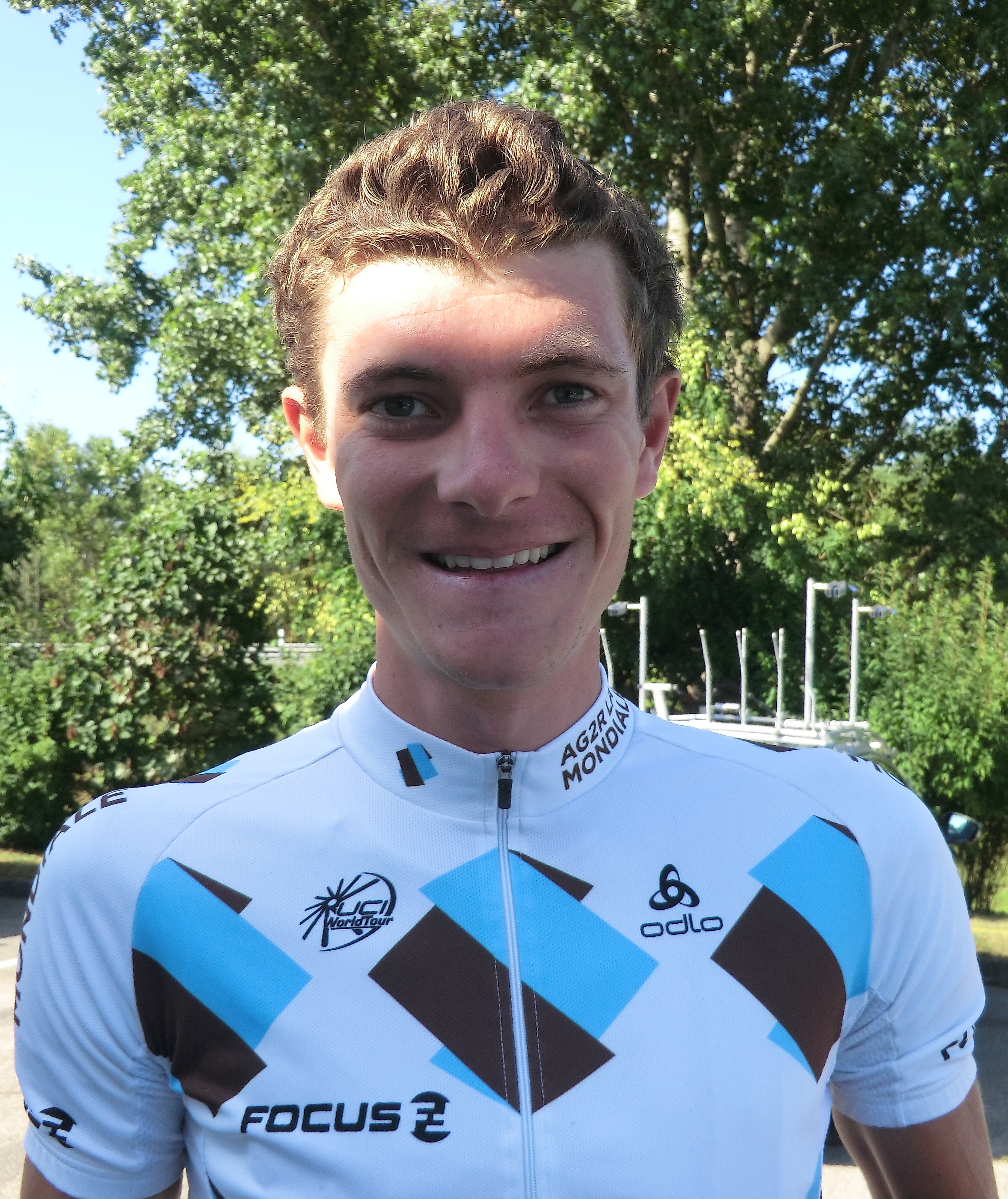
Julien Bérard (2013)

Julien Bérard (* 27. Juli 1987 in Paris) ist ein ehemaliger französischer Radrennfahrer.
Bérard gewann 2005 in der Juniorenklasse eine Etappe bei der Tour du Valromey. Im Erwachsenenbereich gewann er 2009 jeweils eine Etappe der Ronde de l’Isard d’Ariège und der Tour de l’Avenir.
Zur Saison 2010 schloss sich Bérard dem ProTeam Ag2r La Mondiale an, für das er schon 2008 als Stagiaire fuhr. Bei dieser Mannschaft blieb er bis zu seinem Karriereende 2017. Seine besten Ergebnisse während dieser Zeit waren der dritte Rang der Tour du Doubs 2011 und der vierte Platz beim Classic Loire Atlantique 2014. Er bestritt sieben Grand Tours, darunter sechsmal den Giro d’Italia, den er fünfmal beendete und einmal die Vuelta a España.

## Erfolge
2009
- eine Etappe Ronde de l’Isard d’Ariège
- eine Etappe Tour de l’Avenir